# Stefan von Reiswitz
Stefan von Reiswitz (Múnich, 16 de octubre de 1931- Ídem, 7 de mayo de 2019) fue un pintor y escultor alemán. Su obra se halla bajo la influencia del surrealismo y el dadaísmo. En los primeros años del siglo XXI su escultura ha ido ganando importancia sobre su pintura.

## Datos biográficos

### Primeros años e influencias
Nacido en Múnich el 16 de octubre de 1931, Stefan von Reiswitz recibe durante los años de su infancia y adolescencia tres influencias que, en cierto modo, serán responsables de algunos de los principales rasgos de su orientación artística posterior:
la continuada dedicación de su padre a la arqueología y al estudio de las civilizaciones pretéritas,
la extraña maquinaria de material eléctrico de la fábrica propiedad de la familia de su madre y
la afición de una de sus tías maternas a pintar cuadritos sobre cristal, al estilo de las pinturas populares sobre vidrio realizadas en Baviera en el siglo XVIII.
En 1946, con apenas 15 años, sus primeras pinturas sobre vidrio se venden en una galería de Traunstein, y en los años siguientes, además de leer con entusiasmo en la nutrida biblioteca familiar a Goethe, a los escritores románticos alemanes y a Stefan Zweig, tendrá oportunidad de conocer, gracias al ambiente cultural en el que se desenvuelve, al historiador y ensayista Albert Schweitzer, al director de orquesta Wilhelm Furtwängler, al pianista Walter Gieseking y al filósofo José Ortega y Gasset, así como decantar sus preferencias estéticas por Gromaire, Marc, Van Gogh y Kokoschka.

### Viajes y asentamiento
En 1952 se marcha de Alemania en compañía de su madre y se traslada a París, donde conoce y recibe breves lecciones de André Lhote y Fernand Léger y muestra su predilección por Vlaminck y Dufy. Posteriormente, se dirige al País Vasco francés, San Sebastián, Santillana del Mar, en cuyos alrededores visita la cueva de Altamira, y Madrid, donde frecuenta a Carlos Sáenz de Tejada, toma unas cuantas clases de pintura de Daniel Vázquez Díaz y admira por encima de ningún otro a Goya en el Museo del Prado.
Después de una corta estancia en el pueblo gaditano de Arcos de la Frontera, termina afincándose en 1955 en la provincia de Málaga, inicialmente en Marbella, en cuyo Casino realiza en agosto de 1956 su primera exposición (junto a la pintora naïf de origen abulense Marina Barbado, a quien había conocido en Madrid y que se convertirá en su esposa en 1962), y a partir de 1957 en la propia capital de la Costa del Sol, donde expone por primera vez, también junto a Marina Barbado, en la Sociedad Económica de Amigos del País en marzo de ese año.
En marzo de 1958, una vez integrado en el llamado Grupo Picasso y después de iniciarse junto con su amigo el pintor Jorge Lindell Díaz en el grabado, realiza su primera exposición individual en la Delegación del Ministerio de Información y Turismo de Málaga, todavía con obras de estilo costumbrista, aunque para entonces hace ya algún tiempo que ha empezado el período más experimental de su obra, caracterizado por las simultáneas investigaciones y exploraciones que lleva a cabo del lenguaje abstracto, la figuración naturalista, la pintura matérica, el informalismo y el collage, en las que se percibe la influencia de Baumeister, Burri, Tàpies, Millares, Pancho Cossío y los erosionados paisajes de la isla de Lanzarote.

### Madurez artística: consecución de una iconografía e inicio de la obra sobre cristal
A esta fase, que puede darse por concluida hacia 1963, le sucede otra que termina consolidándose entre 1964-1965, caracterizada por la aparición de un original repertorio iconográfico compuesto de una insólita fauna animal y humana y el empleo, habitual desde entonces, de la técnica de la pintura sobre vidrio. Al unísono neoexpresionistas y surreales, estas composiciones lo mismo pueden interpretarse en clave dramática como en clave humorística, o, mejor dicho, como una suma de ambos estados del espíritu, ya que si algo comienza a distinguirse por entonces en el quehacer plástico de Stefan es esa rara combinación entre fatalidad trágica e irónico distanciamiento de la realidad, entre inquietantes presagios e inteligente sentido del humor, entre lo orgánico y lo maquínico, entre lo animado del soplo de la vida y lo creado artificialmente a modo de imposible y disparatado artilugio mecánico. Otra importantísima novedad es la creación de una tercera dimensión en los cuadros, pues un ancho de varios centímetros es lo que suele tener ese a modo de estrecho espacio intermedio que hay entre la superficie translúcida pintada y el soporte de madera que sujeta por la parte posterior toda la estructura, hueco en el que el pintor dispone un extraño mundo de diminutos objetos, papeles dorados y plateados, collages y todo tipo de cosas, cuya visión a través del cristal proporciona esa reminiscencia entre misteriosa y remota imposible de conseguir sólo con los colores.
Si hay un rasgo en la obra de Stefan que enlaza directamente con el dadaísmo histórico, es esa incorporación a sus cuadros de cosas insignificantes y productos de desecho, ese dejar las cosas que se añaden a la composición tal como son, sin modificaciones ennoblecedoras, en su tridimensionalidad sólida y palpable; vínculos, por tanto, que son más de método y de procedimiento, de técnica en la construcción del objeto, que espirituales o filosóficos. En cuanto a su relación con el surrealismo, no parece desprenderse de su obra una «omnipotencia de la realidad psíquica», ni una aceptación del sueño como instrumento primordial para comprender la realidad, aunque sí se advierte cierta proximidad con ese aspecto de la noción de objeto surrealista que se refiere a la reunión de piezas y elementos procedentes de distintos contextos, y cuya única diferencia, según Breton, con «las cosas de nuestro entorno» es «la mera mutación de papeles».

### Variedad técnica
Además de la obra pintada sobre cristal y plexiglás   —cuya última renovación estilística,  producida hacia 1981-82, se distingue porque los tonos comienzan a aclararse y suavizarse, los pigmentos se aplican muchas veces bastante diluidos, las atmósferas se hacen más respirables y los espacios de los cuadros más abiertos—, Stefan se ha interesado también por el grabado (miembro fundador, junto a  Jorge Lindell Díaz y Robert McDonald, del taller-cooperativa El Pesebre en 1970; miembro fundador del Colectivo Palmo de Málaga; organizador de importantes exposiciones de gráfica internacional entre 1969-1974, con obras, entre otros, de Wunderlich, Meckseper, Hundertwasser, Küchenmeister y Janssen), el collage como técnica y procedimiento autónomo (quizás el capítulo más genuinamente surrealista de toda su producción, epítome de su ilimitada admiración por Max Ernst), el dibujo de alambre (figuras de dos dimensiones hechas con hilo de cobre y pegadas a un papel grueso) y la fotografía manipulada.
La fotografía manipulada , consiste en retocar y alterar con manchas de pintura fotografías de periódicos y de revistas, de tal manera que la imagen, muchas veces referida a un asunto serio y respetable, adquiere una connotación irónica, satírica o humorística.

### La escultura

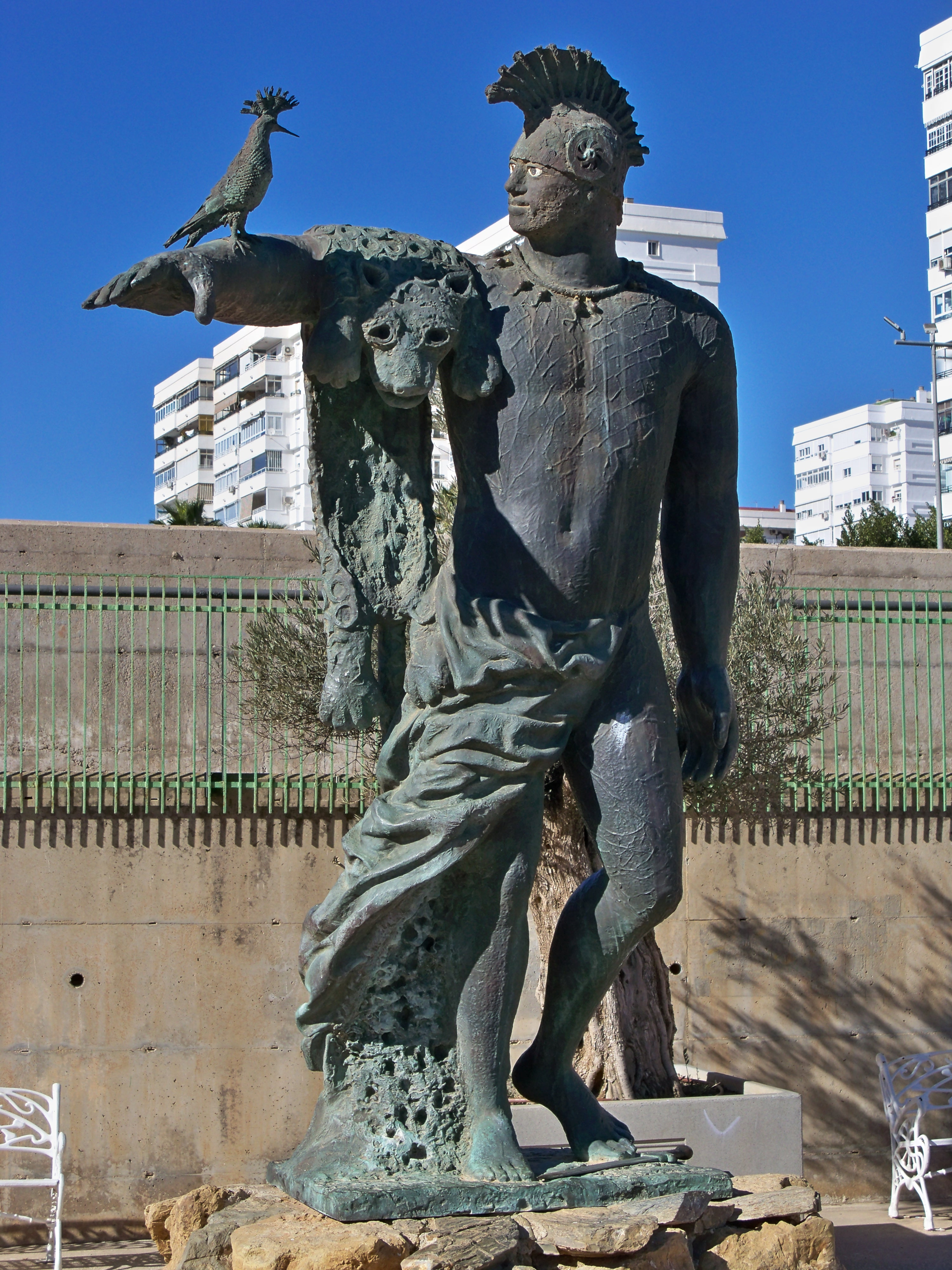
El pacificador de Stefan von Reiswitz en el parque del Oeste, Málaga.

La otra gran parcela de la actividad artística de Stefan es la escultura, iniciada en la segunda mitad de los cincuenta, pero convertida en dedicación sistemática desde 1986, durante una estancia de varios meses en Villa Massimo, sede de la Academia Alemana en Roma.
Entusiasta de las tallas medievales alemanas y flamencas, de Marino Marini, Lothar Fischer, Luginbühl y Tinguely, de todas las técnicas empleadas, la escultura  —cuyos temas iconográficos predominantes son centauros masculinos y femeninos, minotauros, bustos, sirenas y animales metamorfoseados—   es sin duda aquella donde más visiblemente percibimos la ascendencia y el influjo de las antiguas culturas del Mediterráneo en su obra, inagotable ámbito de civilización recorrido en todas las direcciones por este viajero incansable que es Stefan von Reiswitz, de cuya producción entera puede decirse que constituye una fecunda alianza entre la contingencia de la realidad y los delirios de la imaginación, entre la valiente ruptura formal de la vanguardia y la inmarcesible belleza del pasado clásico grecolatino.
Un ejemplo de sus esculturas se pudo ver en las salas de la Fundación Picasso en Málaga. Posteriormente una obra monumental (2,4 metros de altura) ha sido instalada en el Parque del Oeste de Málaga. titulada El pacificador, de bronce, con referencias al pasado clásico grecolatino.